# 燃料化学学报
《燃料化学学报》创刊于1956年，是中国大陆工程科技类月刊，编辑部位于山西省太原市。此刊物由中国化学会，中国科学院山西煤炭化学研究所主办。
《燃料化学学报》在2018年被中华人民共和国国家新闻出版广电总局新闻报刊司评为2017年全国“百强报刊”。